# Î.Hr.
î.Hr. (sau ÎdC sau Î.d.Hr.) este un acronim desemnând perioada de timp de dinainte de anul de naștere (anul 1) al lui Hristos (sau Cristos). Acronimul provine de la expresia „înainte de Hristos”.  Anul nașterii lui Mesia este considerat de către lumea creștină atât anul întâi al erei actuale, cât și al actualei măsurători a timpului, care a ajuns azi la anul 2025.

## Î.e.n.
Abrevierea „î.Hr.”, utilizată în România înainte de 23 august 1944, a fost relativ rapid înlocuită după aservirea României puterii sovietice cu acronimul î.e.n. (sau „îen”; „înaintea erei noastre”). Între anii 1945 și 1989 abrevierile „î.e.n.” și „e.n.” (era noastră) au fost masiv folosite pentru a încerca să se înlocuiască „învechitele” (conform afirmațiilor din epocă) prescurtări „îdC” și „dC” (după Christos). Pentru a nu face vreo referință la biblie, în acei ani „era noastră” se definea ca începând în al 31-lea an al domniei lui Octavianus Augustus, fără a se da o explicație a motivului alegerii acestui moment pentru punctul zero al numărării anilor.